# دیوردی کولونیچ
دیوردی کولونیچ (مجاری: Kolonics György؛ ۴ ژوئن ۱۹۷۲ – ۱۵ ژوئیه ۲۰۰۸) قایقران کانو اهل مجارستان بود.
وی در مسابقات کشوری و بین‌المللی در مجموع برندهٔ ۱۷ مدال طلا، ۹ مدال نقره، ۶ مدال برنز شده‌است.